# Huttonaea
Huttonaea es un género de orquídeas .   Este es el único género de la subtribu Huttonaeinae dentro de la tribu Diseae establecida por Rudolf Schlechter en 1926, que Dariusz Szlachetko sugiere ser mejor clasificado como la tribu Huttonaea.  Este género consiste en solo cinco especies de hábitos terrestres, todas  del Sur de África, algunas endémicas de zonas restringidas, pero donde quiera que están sujetas a las lluvias de verano, dependiendo de la especie, en los altos pastos o bosques, donde recibern un clima fresco procedentes de las colinas.  El nombre de este género es un homenaje al descubridor de la primera especie descrita.
Huttonaea crece de un tubérculo que originan plantas delicadas sin vellosidad de tallos que no pasan de 40 cm de altura, con pocas hojas.  La inflorescencia no es ramificada y contiene pocas flores espaciadas y resupinada,  blancas o lilas, con sépalos verdes, los pétalos a veces unidos en la base. El labio es similar al conjunto formado por los pétalos.  La columna es corta, contiene dos polinias con dos grandes viscidios bien separados.
Análisis moleculares recientes parecen indicar, que dentro de su tribu, existe una relación más estrecha con Pterygodium y Corycium, sin embargo, se necesitan más estudios.  Nada se sabe acerca de la polinización de este género.

## Especies deHuttonaea
- Huttonaea fimbriata (Harv.) Rchb.f. (1867)
- Huttonaea grandiflora (Schltr.) Rolfe (1912)
- Huttonaea oreophila Schltr. (1897)
- Huttonaea pulchra Harv. (1863) - Especie tipo
- Huttonaea woodii Schltr. (1906)

## Sinonimia
- Hallackia Harv. (1863)